# Mikołaj Wolski (zm. 1548)
Mikołaj Wolski z Podhajec herbu Półkozic (zm. 18 maja 1548 roku) – kasztelan sandomierski w 1535 roku, kasztelan sochaczewski w 1533 roku, kasztelan wojnicki w 1532 roku, wojski płocki w 1511 roku, chorąży sochaczewski w 1509 roku, starosta lanckoroński w 1522 roku, starosta sanocki w latach 1523-1548, starosta łomżyński w 1528 roku, starosta wizneński w 1528 roku.
Paprocki w „Herbarzu...” określa - dla Ojczyzny wielce zasłużony.

## Życiorys
Żoną Mikołaja Wolskiego została Anna z Glinków.       
Mikołaj Wolski jako ochmistrz królowej Bony wzniósł (w latach 1523–1546) renesansowy Zamek Królewski w Sanoku na miejscu dawnego grodu.  
W 1533 Falenty, Jaworowa i Raszyn stały się własnością Mikołaja Wolskiego. W 1534 wykupił u biskupa Jakuba Buczackiego za 10.000 florenów  miasto Podhajce oraz klucz Podgajecki.
Synowie jego, dworzanie  królewscy: Stanisław Wolski (1523-1566) kasztelan sandomierski, marszałek nadworny warszawski - mąż Barbary Tarnowskiej; Zygmunt Wolski kasztelan czerski, warszawski i Mikołaj Wolski (1490–1567) biskup kujawski, uzyskali w dniu 26 stycznia 1549, od króla Zygmunta Augusta na sejmie w Piotrkowie  przywilej do jednego jarmarku w roku (8 maja) oraz do cotygodniowego targu niedzielnego w Raszynie.